# Russo
Russo je priimek več oseb:
- Carlo Russo, italijanski politik
- Carmen Russo, italijanska igralka
- Deanna Russo, ameriška televizijska igralka
- Eddie Russo, ameriški dirkač
- Giacomo Russo, italijanski dirkač
- Giovanni Russo Spena, italijanski politik
- Paul Russo, ameriški dirkač
- Rosa Russo Iervolino, italijanska političarka